# Puk Scharbau
Puk Scharbau (Søborg, 6 de maio de 1969) é uma atriz dinamarquesa. Começou sua carreira no cinema em 1995 com o papel principal na adaptação cinematográfica das memórias de Lise Nørgaard, Kun en pige, papel lhe rendeu os prêmios Bodil e Robert de melhor atriz.
Ela interpretou o papel de Mette, a esposa de Martin Rohde, na série de TV The Bridge.